# (15263) Erwingroten
15263 Erwingroten (1990 TY7) – planetoida z pasa głównego asteroid okrążająca Słońce w ciągu 3,73 lat w średniej odległości 2,41 j.a. Odkryta 13 października 1990 roku.